# 赵欲樵
赵欲樵（1908年—1990年9月），原名余德章，男，四川合江人，中华人民共和国政治人物，曾任贵州省人民委员会副省长，四川农业机械学院院长、党委书记，四川省政协副主席，第六届全国人大代表。